# Sartot

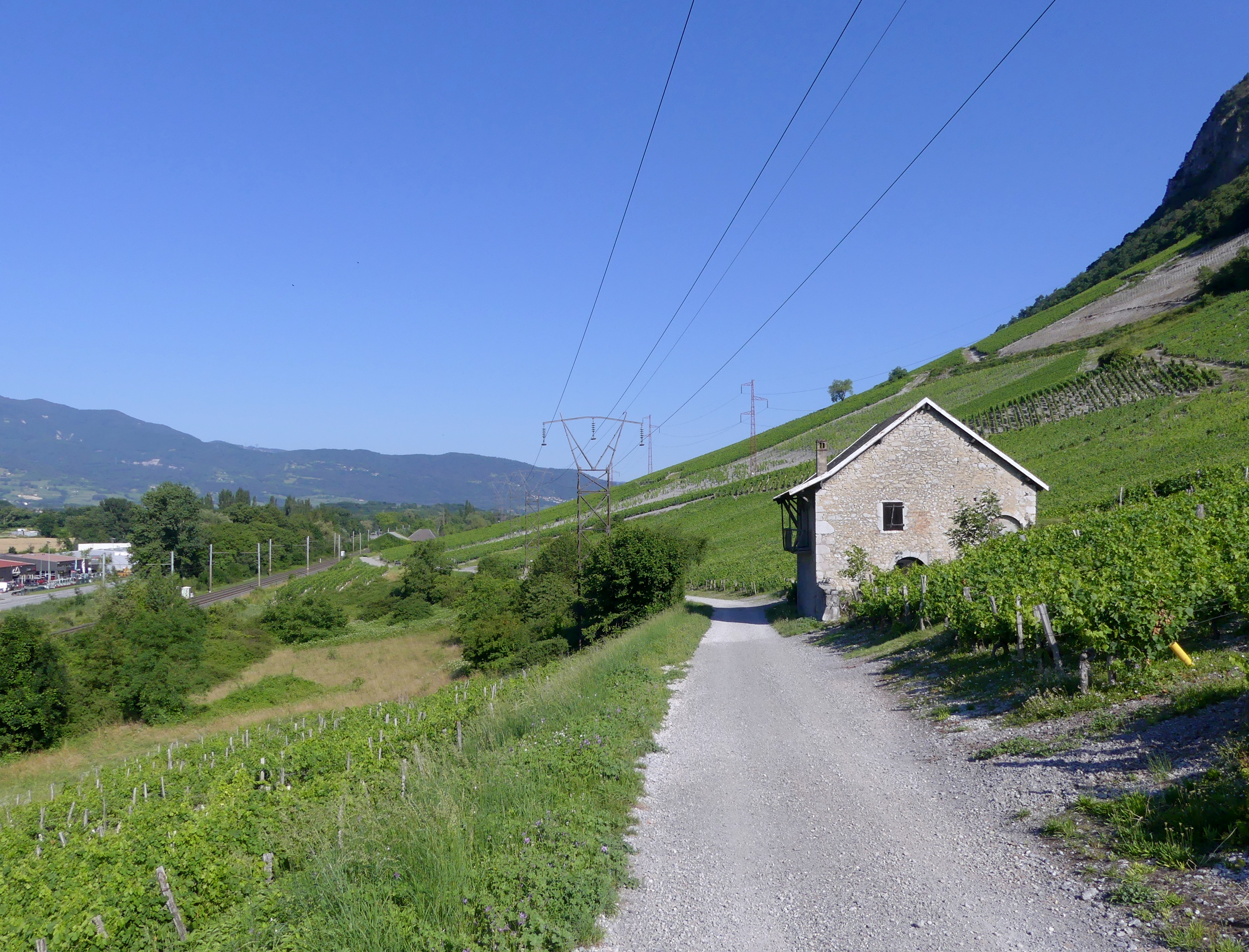
Sarto dans le vignoble de Francin.

En Savoie, le sartot, sarto ou sartos, est une maison ou un cellier  construit dans une vigne et utilisé autrefois de façon temporaire pour la culture de la vigne. C'est aussi, dans les zones non viticoles, une cave à provisions (pommes de terre, légumes, fruits).

## Étymologie
Le mot pourrait provenir de certouz, terme de basse Savoie qui signifiait « cellier ».

## Description
En Savoie, le terme « sartot » désigne la petite habitation située dans les vignes remplaçant, pour certains usages, la maison familiale autrefois souvent éloignée de plusieurs heures de marche.
Le sartot est généralement composé de trois niveaux : une cave semi-enterrée où l'on entreposait les tonneaux de vin, un étage ou l'on mangeait et dormait et un grenier qui servait de lieu de stockage. Dans cette maisonnette, il y a tous les ustensiles nécessaires à la vie quotidienne et à la fabrication et à la conservation du vin.

## Hameau de sartots

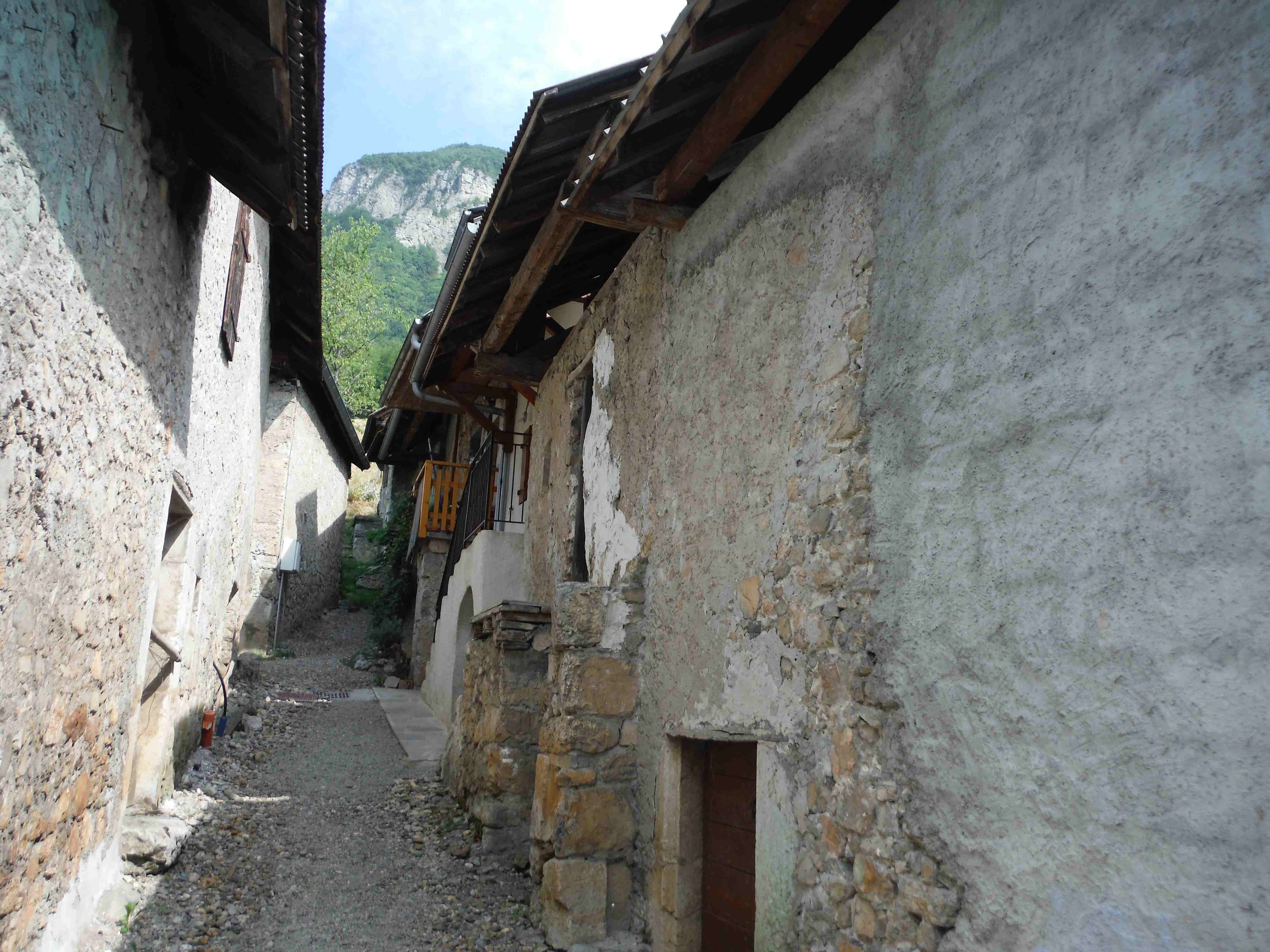
Petite ruelle dans le hameau des Grangettes.

Un exemple de hameau composé de sartots est celui des Grangettes, dans la commune de Saint-Jean-de-la-Porte, en Savoie. Ce hameau est très ancien puisqu'en 1728 sur la mappe sarde, il avait pratiquement la physionomie actuelle. Le hameau était vide l'hiver et utilisé du printemps à l'automne pour le travail des vignes. En usage jusqu'au début des années 1960, les sartots ont été abandonnés pour la plupart et vendus à des particuliers (Lyonnais, Marseillais, Parisiens, etc.) qui les ont transformés en résidences secondaires.
Un sentier balisé part de Saint-Jean-de-la-Porte et fait le tour du hameau des Grangettes (la promenade des vignerons baujus). Il est agrémenté de plusieurs points où sont détaillés l'historique de la culture de la vigne et la vie d'autrefois dans les sartots.